# Astoleiosalpinx pedunculata
Astoleiosalpinx pedunculata är en mossdjursart som beskrevs av Jean-Loup d'Hondt och Gordon 1996. Astoleiosalpinx pedunculata ingår i släktet Astoleiosalpinx och familjen Leiosalpingidae. Inga underarter finns listade i Catalogue of Life.